# Улица Артура Каппа
У́лица А́ртура Ка́ппа (эст. Artur Kapi tänav) — улица в Таллине, столице Эстонии.

## География
Пролегает в микрорайоне Кассисаба городского района Кесклинн. Начинается от улицы Висмари и заканчивается тупиком во дворе дома по адресу ул. А. Каппа 7.
Протяжённость — 150 м.

## История
Улица получила своё название 25 сентября 1959 года в честь композитора, оркестрового дирижёра, педагога и деятеля просвещения Артура Каппа (1878—1952). До этого в советское время она называлась переулком Мичурина.
Общественный транспорт по улице не курсирует.

## Застройка
Застройка улицы состоит из ансамбля жилых домов, построенных в 1935–1937 годах, а также нескольких строений конца 20-го столетия. Восьмиэтажный жилой дом 7  построен в 1977 году, восьмиэтажный дом 9 — в 1994 году; дом 14 — гараж на 16 боксов, построен в 2000 году.

### Памятники культуры
К началу 1930-х годов экономическое развитие Эстонской Республики позволило правительству страны уделять больше внимания строительной деятельности. В середине десятилетия власти Таллина обратили внимание на то, что в столице жилищное строительство распространялось на окраины города, в то время как районы вокруг центра города по-прежнему были застроены деревянными домами в плохом состоянии, с низким уровнем санитарии и высокой пожароопасностью. Началось проектирование домов т.н. «таллинского типа». В основном они проектировались инженерами и строительными техниками, реже — архитекторами, но тем не менее можно считать, что была найдена «золотая середина» между градостроительными нормами, обновлённым идеалом жилого дома и ограниченными экономическими возможностями. В 1934 году на перекрёстке улиц Ваэстекооли (ныне — улицы А. Каппа) и Висмари в историческом пригороде Тоомпеа были запланированы шесть трёхэтажных деревянных многоквартирных дома, некоторые из которых были оштукатурены, чтобы походить на каменные здания. В 1937 году к возведённым домам был пристроен один каменный дом (ул. А. Каппа 5) —  и эти близкие по времени и стилю строения образовали цельный ансамбль, хорошо характеризующий жилую архитектуру Таллина 1930-х годов. По сравнению с построенными довольно спонтанно в начале десятилетия домами в Каламая, Пельгулинне или Лиллекюла, также предназначавшимися для более бедного контингента горожан, дома на улице Каппа в большей степени отвечали новым градостроительным требованиям (одинаковая высота, равные объёмы, одинаковый уклон крыши, улучшенные санитарные условия и пр.).
Все семь домов, принадлежащих архитектурно завершённому ансамблю зданий на улице А. Каппа, выполненных в одно время и в едином стиле, внесены в Государственный регистр памятников культуры Эстонии как памятники архитектуры:

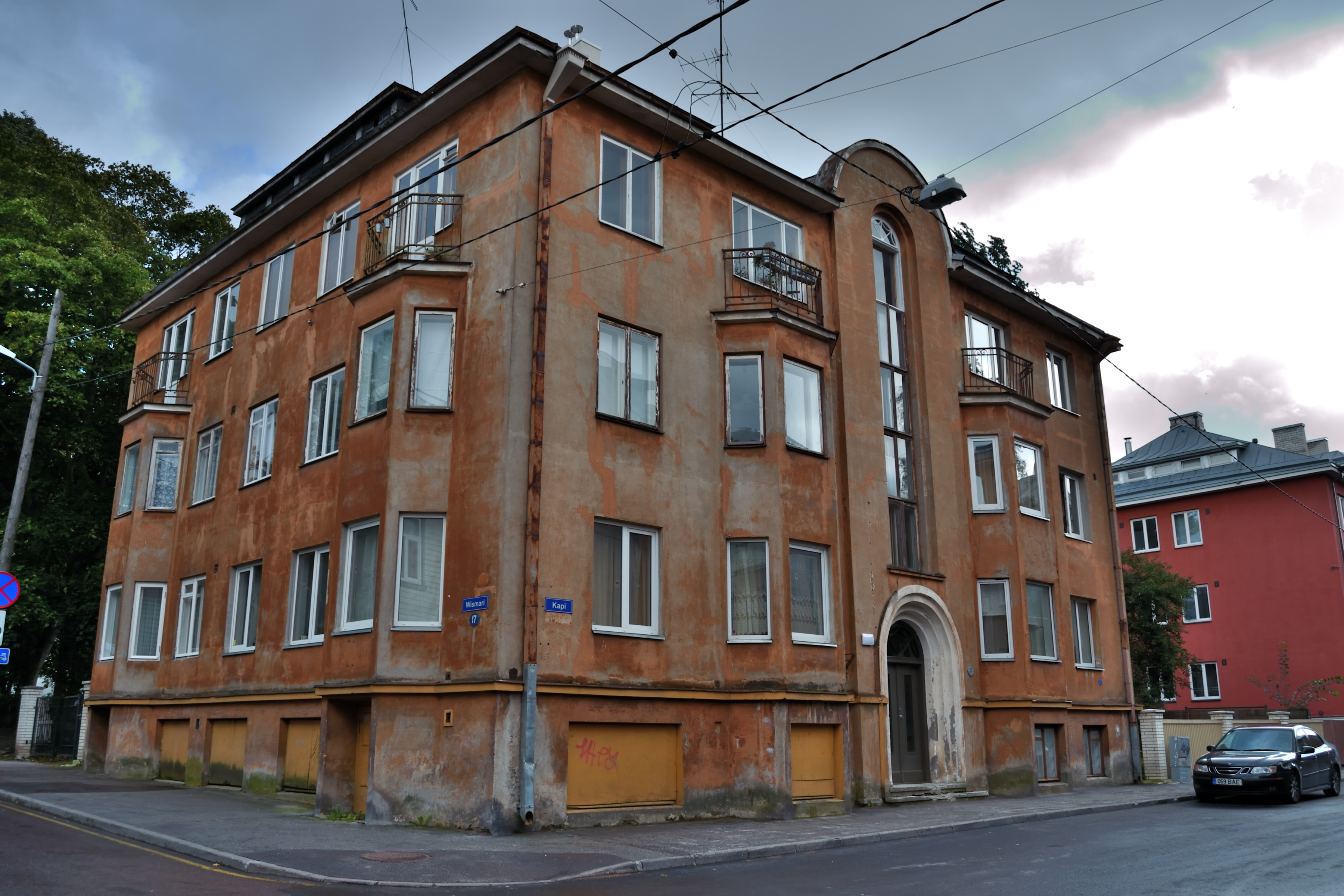
Улица А. Каппа, дом 1 до реновирования (памятник культуры)

- дом 1 — трёхэтажный деревянный квартирный дом на высоком цоколе, с каменной лестницей и симметричными фасадами построен по многократно менявшемуся проекту (1934–1936) архитектора Карла Треуманна-Тарваса (1885–1975), частично разработанного при участии инженера Эдуарда Руусина (Eduard Ruusin). Стены оштукатурены, поэтому дом напоминает каменный. Покрытие деревянных стен равномерным слоем штукатурки было обычной практикой в 1930-е годы — таким образом добивались впечатления репрезентативности и современности, т. к. каменный дом тогда стоил значительно дороже. Главный фасад выходит на улицу Висмари (регистрационный номер дома: A. Kapi tn 1 / Wismari tn 17), вход в дом расположен на боковом фасаде, выходящем на улицу А. Каппа[7];
- дом 2 — трёхэтажный деревянный оштукатуренный дом. Построен по проекту 1934 года, разработанному инженером Эдуардом Куузиком (Eduard Kuusik). Главный фасад выходит на улицу Висмари (регистрационный номер дома:  Wismari tn 19 / A. Kapi tn 2 )[8];
- дом 3 — трёхэтажный деревянный оштукатуренный дом. Построен по проекту 1934 года, разработанному инженером Хейнриком Тубергом (Heinrich Tuberg). В связи с масштабной внутренней реконструкцией ценность дома заключается, прежде всего, в целостности экстерьера и принадлежности здания к ансамблю других строений на улице[9];
- дома 4, 6 и 8 — трёхэтажные деревянные оштукатуренные дома. Построены по проекту 1934 года, разработанному инженером Хейнриком Тубергом[6][10][11];
- дом 5 — единственный каменный дом в архитектурном ансамбле на улице А. Каппа. Проект разработан в 1937 году Карлом Треуманном-Тарвасом[12].